# Pierre Certon
Pierre Certon (ca. 1510-1520 - 23 de febrero de 1572) es un compositor francés del Renacimiento. Fue un representante de la generación posterior a Josquin y Mouton, e influyó en el desarrollo tardío de la canción francesa.

## Vida
Lo más probable es que naciera en Melun, pero vivió la mayor parte de su vida en París. Los registros más tempranos de su sobre su vida son de 1527, cuando estaba al servicio del rey. En 1530 fue acusado de jugar a la pelota en la Catedral de Nuestra Señora así como rechazar ir a un servicio, ambas eran irreverencias peligrosas que casi le cuestan ir un tiempo a prisión, pero era lo bastante jóvenes para ser perdonado. De este acontecimiento se puede inferir la fecha de nacimiento entre 1510 y 1520. En 1536 llegó a ser maestro de coro en el coro de la Santa Capilla, y permaneció en este puesto, con algún beneficio adicional, para el resto de su vida.
Otro puesto que mantuvo en su vida —al mismo tiempo que su actividad en París— fue la de canónigo en la catedral en Melun. Parece que ayudó a organizar muchos espectáculos importantes, e indudablemente compuso muchos de sus trabajos para ellos.  Es más que probable que fuera amigo del famoso compositor Claudin de Sermisy, como evidencian sus dedicatorias, notas, y el patético lamento que escribió por su fallecimiento en 1562, el cual era estrechamente relacionado con el trabajo similar de Josquin a la muerte de Johannes Ockeghem.

## Música e influencia
Certon escribió ocho misas que sobreviven, motetes, versiones de salmos, chansons spirituelles (canciones con textos religiosos, relacionados con los madrigali spirituali italianos), y numerosas canciones profanas. Su estilo es relativamente típico de los compositores de esa época, excepto que estabara inusualmente atento a las formas a gran escala, por ejemplo enmarcando misas más largas (como su Réquiem) con movimientos muy sencillos, con los movimientos interiores que muestran mayor complejidad y tensión más grande. Además fue hábil variando la textura entre pasajes homofónicos y polifónicos, y a menudo cambiando el número y registro de las voces que cantan en cualquier tiempo.
Sus versiones de canciones eran famosos, e influyentes en asistir a la transformación de la canción francesa de la fuente de inspiración anterior, estilo baile, textura de cuatro partes al estilo del siglo posterior de versiones con texto cuidado, emocionalismo, gama vocal más amplia, y mayor número de voces. La influencia cruzada con la forma contemporánea del madrigal italiana era obvia, pero las canciones de Certon conservan una ligereza y un elemento rítmico característico de la lengua francesa.